# 오다 유세이
오다 유세이(織田 優成, おだ ゆうせい, 1969년 9월 19일 -)는 일본의 남성 성우, 나레이터이다. 아오니 프로덕션 소속. 미야기현 센다이시 출신. 2003년 9월까지는 본명인 아리마 가쓰아키로 활동했다.

## 출연작품
※주역·메인 캐릭터는굵은 글씨

### TV 애니메이션
1992년
- 쿠킹 파파 (우에다 마모루)

1995년
- 폭렬헌터（소노니）

1996년
- 소년 산타의 대모험! (휴마)
- 천공의 에스카플로네 (다렛트)
- 하멜의 바이올린 (코큐우)

1997년
- 큐티하니F(히로시)
- HARELUYA II BØY9(이치죠 마코토)
- HAUNTED정션(호죠 하루토)

1999년
- 마장기신 사이버스터(안도 겐)

2000년
- 육문천외 몬코레 나이트 (스톰 드래곤 / 스페리올 스톰 드래곤, 스카이 와이번 외)

2001년
- 테니스의 왕자님(사에키 코지로, 제프리 카라 일)
- 못토 오쟈마녀 도레미(나가토가코의 부친)
- RAVE(딥노스 외)

2002년
- 전광초특급 히카리안(세븐, 라이트닝 버스터)

2003년
- MOUSE(미나미 미사토시)

2005년
- 아이실드21(혼죠 마사루)
- 우에키의 법칙(쿠로키 카케오)
- 가이킹 LEGEND OF DAIKU-MARYU(케인)
- 지옥소녀(샐러리맨)

2006년
- 가난자매 이야기(선생님)

2007년
- 게게게의 키타로(제5작)(라이터)
- 수호 캐릭터!(히나모리 아무의 아버지)
- 쓰르라미 울 적에(리카의 아버지)

2008년
- 게게게의 키타로(제5작)(음양사, 카메라, 편집, 아나운서, 사회자, 남성 외)
- 수호 캐릭터 도키!((히나모리의 아버지)히나모리 츠무구)
- TYTANIA -타이타니아-（마짓 켄센）
- 네오 안젤리크 Abyss(마리의 아버지)
  - 네오 안젤리크 Abyss -Second Age-（연구자, 부친 외)
- 일벌레 키즈 마이 햄스터즈(케니)
- 포르피의 기나긴 여행(카페스)

2009년
- 괴담 레스토랑(사자)
- 게게게의 키타로(제5작)(공사 업자 외)
- 안녕 앤 〜Before Green Gables(남)
- 수호 캐릭터!!! 도키도키!(히나모리 아무의 아버지)
- 드래곤볼 카이(뱀의 길에의 안내인, TV아나운서)
- 여름의 아라시(타트본)
- 네기파스의 아사타로(부하 외)
- ONE PIECE(게로, 트비워 라이다, 해적)

2010년
- ONE PIECE((흰수염 해적단 16번대 대장)이조우)

2011년
- 링에 걸어라1 세계대회편 (히무라)

2012년
- 세인트 세이야 오메가
- 리틀 버스터즈! (2013년-2014년, 미야자와 켄고)

2013년
- DEVIL SURVIVOR2 the ANIMATION (히비키의 아버지)
- 마루코는 아홉살 (형)

2014년
- 위저드 배리스터즈 변마사 세실 (스도 데이비드)
- 월드 트리거 (2014년 - 2021년 나라사카 토오루) - 2시리즈)

2015년
- Charlotte（有働）
- 드래곤볼 슈퍼 (2015년 - 2017년, 셰프, 병사, 전왕의 수행원, 아나토, 카트페슬라 외)
- ONE PIECE ~어드벤처 오브 네브란디아~
- 원피스: 에피소드 오브 사보 ~삼형제의 인연 기적의 재회와 이어받은 의지~

2016년
- 미소녀전사 세일러문 Crystal (손님)
- 도라에몽 (TV아사히판 제2기) (사회자)
- 마요이가 (하야토의 아버지)
- ONE PIECE~ 하트 오브 골드~

2017년
- ONE PIECE 에피소드 오브 동쪽 바다~ 루피와 4명의 동료들의 대모험!!~

2019년
- Robi Hachi (리포터)

2020년
- 짱구는 못말려 (秘書野仁)
- 아사틸 미래의 옛날이야기  (우다이 <청년>)
- 신이 된 날 (나레이션)

2021년
- 카기나도 (미야자와 켄고)

### 극장판 애니메이션
2002년
- XEVIOUS(타케루)

2005년
- 극장판 테니스의 왕자, 아토베의 선물, 너에게 바치는 테니프리 축제(사에키 토라지로)

2008년
- 극장판 게게게의 기타로 일본 폭렬!! (집사)
- ONE PIECE THE MOVIE 에피소드 오브 초퍼 + 겨울에 피는 기적의 벚꽃

2009년
- 부처 재탄.
- ONE PIECE FILM STRONG WORLD

2012년
- ONE PIECE FILM Z

2016년
- ONE PIECE FILM GOLD

2018년
- 극장판 마징가 Z / INFINITY (오퍼레이터)

2021년
- 극장판 쿠드와프터 (미야자와 켄고)

### OVA
OVA
1996년
- 엔젤 전설 (대하)
- 철완 버디(숲)
- 나의 마리(중년)
- 마법사 Tai! (아카네 남자친구 1호, 아카네 남자친구 2호)

1997년
- 앨리스 in Cyberland(룽=콴)
- 붓토비!! CPU(다카오카 아키라)

2004년
- 원죄 시리즈 (길디어스) - 2작품

2006년
- 테니스의 왕자 Original Video Animation 전국대회편 (사에키 코지로)

2008년
- 세인트 세이야 명왕 하데스 엘리시온 편 (천마성 알라우네 퀸)
- 비밀의 봉오리(내레이터)

2011년
- Vitamin X Addiction (니카이도 쇼)

2014년
- 리틀 버스터즈! EX (미야자와 켄고)